# Gobierno de Canarias
El Gobierno de Canarias es la institución que ostenta el poder ejecutivo en el marco competencial de la comunidad autónoma de Canarias, en España, conferido por el Estatuto de Autonomía de Canarias.
El Estatuto de Autonomía de Canarias (aprobado mediante Ley Orgánica 10/1982, de 10 de agosto, reformada por Ley Orgánica 4/1996, de 30 de diciembre) es la norma institucional que constituye a la comunidad autónoma de Canarias, proveyéndola de su marco organizativo y funcional básico. En la cúspide administrativa —y como exponente del poder ejecutivo autonómico— se encuentra el Gobierno de Canarias.
El Gobierno de Canarias tiene su sede principal en Santa Cruz de Tenerife y Las Palmas de Gran Canaria.

## Orígenes y antecedentes del Gobierno de Canarias
El actual régimen autonómico de Canarias surge como resultado del sistema democrático representativo instaurado en España con la entrada en vigor de la Constitución española de 1978 el día 28 de diciembre.
Tras la muerte del dictador Francisco Franco el 20 de noviembre de 1975 comienza el periodo denominado Transición española, iniciándose los trabajos para la Reforma política española. Tras la promulgación de la Constitución Española de 1978, en cuyo «Título VIII» se establece el «Estado de las Autonomías», se insta a las regiones de España a aprobar sus respectivos Estatutos de Autonomía. La autonomía de las nacionalidades y regiones aspiración política frustrada desde la Segunda República Española durante los casi cuarenta años de Centralismo administrativo (1939-1978).

## Régimen preautonómico y Estatuto de Autonomía de Canarias

### Antecedentes históricos

#### Singularidad del archipiélago canario
Desde hace más de quinientos años, tras su anexión por parte de la Corona de Castilla, las Islas Canarias han merecido una atención especial debido a factores que la diferenciaban de las regiones de la España peninsular, tales como la insularidad, la fragmentación de su territorio la falta de recursos naturales y la lejanía del continente europeo.
Ya en el siglo XVI, la Corona de Castilla reconoce la condición singular del Archipiélago, dotándolo de unos privilegios comerciales y fiscales que venían a reconocer esos hechos diferenciadores con el objetivo de estimular la repoblación europea de las islas así como dotarlas de un mayor dinamismo económico.
Posteriormente, tal reconocimiento se vendría a plasmar legalmente mediante el desarrollo de normas como el Real Decreto de Puertos Francos (1852) o la Ley de Puertos Francos de Canarias (1900), actualizadas a los nuevos tiempos por la Ley del Régimen Económico y Fiscal de Canarias (REF), promulgada en 1972 y modificada en 1991.

#### Constitución de las Autonomías durante la Segunda República
En España, el proceso de constitución en autonomías tiene sus orígenes en el siglo XIX. Ya en el proyecto constitucional federal de 1873 (que no llegó a prosperar) y, posteriormente, en la Constitución de la República Española de 1931, se establece la necesidad de que las provincias que lo deseen, así como los territorios insulares, puedan constituirse en autonomías y asumir las competencias que no sean de derecho exclusivo del Estado. 
Tras las elecciones a las Cortes en febrero de 1936, se aviva el interés por la elaboración de los estatutos de autonomía. 
En Canarias, el republicano Ramón Gil Roldán, presidente saliente de la Mancomunidad Provincial Interinsular de Santa Cruz de Tenerife, y el Colegio de Agentes Comerciales de Las Palmas presentan sendos proyectos de Estatutos. 
En agosto de 1936, las Mancomunidades Provinciales de Las Palmas y Santa Cruz de Tenerife son las encargadas de realizar una nueva propuesta de Estatuto para Canarias, donde se hace mención a la capitalidad compartida.

#### La guerra civil española
Pero el alzamiento militar del 18 de julio, la guerra civil española interrumpe este proceso, que volvería a reanudarse cuarenta años después con la restauración de la democracia. 
El 15 de junio de 1977 se celebran las primeras elecciones democráticas en España tras la dictadura del general Franco. A partir de estas elecciones, se abre en Canarias un período de preautonomía. En cualquier caso, se deja claro que su Estatuto de Autonomía se elaborará una vez se hubiese aprobado la Constitución Española, que por aquel entonces se encontraba en estudio y finalmente acabaría por promulgarse en 1978.

#### La Transición Española y la etapa preautonómica
En la etapa preautonómica, en 1978, se crea la Junta preautonómica de Canarias como órgano de Gobierno de las Islas, con representación de parlamentarios, representantes de cada Cabildo Insular y representantes locales surgidos de las elecciones locales.
La Junta funciona en "Pleno Permanente" y en "Consejo Permanente" y tiene como funciones, entre otras, gestionar y administrar las funciones y servicios que transfiera la Administración Central del Estado.
Para hacer efectivo este proceso de transferencias, el Gobierno de España aprueba el Real Decreto 476/1978, de 17 de marzo, por el que se desarrolla el Real Decreto-Ley 9/1978 (disposición 7437) que aprueba el régimen preautonómico para el archipiélago canario (publicado en el BOE número 1 de 1 de abril de 1980).

## Símbolos de la comunidad autónoma
- La bandera: La bandera de Canarias está formada por tres franjas iguales en sentido vertical, cuyos colores son, a partir del asta, blanco, azul y amarillo. (Artículo 7 del Estatuto de Autonomía de Canarias).
- El escudo: Canarias tiene escudo propio, cuya descripción es la siguiente: en campo de azur trae siete islas de plata bien ordenadas dos, dos, dos y una, esta última en punta. Como timbre una corona real de oro, surmontada de una cinta de plata con el lema Océano de sable y como soportes dos canes en su color. (Artículo 7 del Estatuto de Autonomía de Canarias).
- El himno

## Presidentes de la Junta de Canarias (Etapa preautonómica)
| Presidente                      | Inicio del mandato      | Fin del mandato         | Partido | Partido | Partido                                  |
| Alfonso Soriano Benítez de Lugo | 14 de abril de 1978     | 9 de junio de 1979      |         |         | Unión de Centro Democrático (UCD)        |
| Fernando Bergasa Perdomo        | 9 de junio de 1979      | 9 de junio de 1980      |         |         | Unión de Centro Democrático (UCD)        |
| Vicente Álvarez Pedreira        | 9 de junio de 1980      | 12 de junio de 1981     |         |         | Unión de Centro Democrático (UCD)        |
| Fernando Bergasa Perdomo        | 12 de junio de 1981     | 14 de junio de 1982     |         |         | Unión de Centro Democrático (UCD)        |
| Francisco Javier Ucelay Sabina  | 14 de junio de 1982     | 29 de diciembre de 1982 |         |         | Unión de Centro Democrático (UCD)        |
| Jerónimo Saavedra Acevedo       | 29 de diciembre de 1982 | 11 de junio de 1983     |         |         | Partido Socialista Obrero Español (PSOE) |

## Presidentes de Canarias (Etapa autonómica)
| Presidente                | Inicio del mandato      | Fin del mandato         | Partido | Partido | Partido                                  |
| Jerónimo Saavedra Acevedo | 11 de junio de 1983     | 30 de julio de 1987     |         |         | Partido Socialista Obrero Español (PSOE) |
| Fernando Fernández Martín | 30 de julio de 1987     | 28 de diciembre de 1988 |         |         | Centro Democrático y Social (CDS)        |
| Lorenzo Olarte Cullén     | 28 de diciembre de 1988 | 11 de julio de 1991     |         |         | Centro Democrático y Social (CDS)        |
| Jerónimo Saavedra Acevedo | 11 de julio de 1991     | 2 de abril de 1993      |         |         | Partido Socialista Obrero Español (PSOE) |
| Manuel Hermoso Rojas      | 2 de abril de 1993      | 16 de julio de 1999     |         |         | Coalición Canaria (CC)                   |
| Román Rodríguez Rodríguez | 16 de julio de 1999     | 8 de julio de 2003      |         |         | Coalición Canaria (CC)                   |
| Adán Martín Menis         | 8 de julio de 2003      | 13 de julio de 2007     |         |         | Coalición Canaria (CC)                   |
| Paulino Rivero Baute      | 13 de julio de 2007     | 7 de julio de 2015      |         |         | Coalición Canaria (CC)                   |
| Fernando Clavijo Batlle   | 7 de julio de 2015      | 12 de julio de 2019     |         |         | Coalición Canaria (CC)                   |
| Ángel Víctor Torres       | 12 de julio de 2019     | 12 de julio de 2023     |         |         | Partido Socialista Obrero Español (PSOE) |
| Fernando Clavijo Batlle   | 12 de julio de 2023     |                         |         |         | Coalición Canaria (CC)                   |

## Consejerías del Gobierno de Canarias

### Las Consejerías como unidades administrativas del Gobierno autonómico
El Estatuto de Autonomía de Canarias, como norma básica de la Comunidad, dispone en su artículo 16 que «1. El Gobierno de Canarias está compuesto por el Presidente, el Vicepresidente y los Consejeros. 2. Una Ley del Parlamento Canario determinará su composición y sus atribuciones, así como el Estatuto de sus miembros. 3. El número de miembros del Gobierno no excederá de once.»
La Ley de Régimen Jurídico de las Administraciones Públicas de Canarias o «Ley 14/1990, de 26 de julio, de reforma de la Ley 8/1986, de 18 de noviembre, de Régimen Jurídico de las Administraciones Públicas de Canarias» (publicada en el Boletín Oficial de Canarias número 225 del 19 de septiembre de 1990) desarrolla en su «Título II» la regulación de la «Administración pública de la Comunidad Autónoma de Canarias».
- Organización en Consejerías.

El artículo 27 dice que «1. Bajo la superior dirección del Presidente del Gobierno de Canarias y dentro de los límites del Estatuto de Autonomía, la Administración de la Comunidad Autónoma se organiza en Consejerías. 2. Cada una de las Consejerías tendrá atribuida la gestión de los servicios de áreas determinadas de la acción pública propias de la competencia de la comunidad».
- Competencias básicas de las Consejerías.

Conforme al artículo 29: «1. Los Consejeros dirigen sus respectivos departamentos y en tal condición les corresponde:
1. Ejercer la iniciativa, dirección e inspección de todos los servicios de la Consejería y las facultades que le correspondan respecto de los organismos autónomos adscritos a la misma.
2. Desempeñar la Jefatura Superior de personal.
3. Nombrar y cesar a los titulares de puestos de trabajo de libre designación».
La norma continúa con una larga lista de atribuciones, a imagen y semejanza de la legislación estatal para la Administración del Estado.

### Consejerías
Estos son los actuales consejeros del gobierno de las Islas Canarias:
| Partido Político                                                            |                                  | Coalición Canaria                   |
| Partido Político                                                            | Partido Popular de Canarias      |                                     |
| Partido Político                                                            | Agrupación Herreña Independiente |                                     |
| Cargo                                                                       | Nombre                           | Nombre                              |
| Presidente                                                                  |                                  | Fernando Clavijo Batlle             |
| Vicepresidente Consejería de Economía Industria, Comercio y Autónomos       |                                  | Manuel Domínguez González           |
| Consejería de Obras Públicas, Vivienda y Movilidad                          |                                  | Pablo Rodríguez Valido              |
| Consejería de Hacienda y Relaciones con la Unión Europea                    |                                  | Matilde Pastora Asian González      |
| Consejería de Presidencia, Administraciones Públicas, Justicia y Seguridad  |                                  | Nieves Lady Barreto Hernández       |
| Consejería de Educación, Formación Profesional, Actividad Física y Deportes |                                  | Poli Suárez Nuez                    |
| Consejería de Política Territorial, Cohesión Territorial y Aguas            |                                  | Manuel Miranda Medina               |
| Consejería de Turismo y Empleo                                              |                                  | Jessica de León Verdugo             |
| Consejería de Universidades, Ciencia e Innovación y Cultura                 |                                  | Migdalia María Machín Tavío         |
| Consejería de Transición Ecológica y Energía                                |                                  | Mariano Hernández Zapata            |
| Consejería de Bienestar Social, Igualdad, Juventud, Infancia y Familias     |                                  | María Candelaria Delgado Toledo     |
| Consejería de Sanidad                                                       |                                  | Esther María Monzón Monzón          |
| Consejería de Agricultura, Ganadería, Pesca y Soberanía Alimentaria         |                                  | Alejandro Narvay Quintero Castañeda |

## Organización
- Sedes Presidencia del Gobierno
- Consejerías

## Competencias transferidas
Las transferencias se realizaron desde el Gobierno de España al Gobierno de la comunidad a través del Estatuto de Autonomía y de la Ley Orgánica de Transferencia de Competencias a Canarias (LOTRACA) con sus correspondientes reformas. 
- Sanidad (1994)
- Servicios Sociales (1982)
- Servicios de empleo (1999)
- Juventud (1982)
- Trabajo (Relaciones Laborales), Mediación, Arbitraje y Conciliación (1984)
- IMSERSO (1985)

## Otras instituciones de la Comunidad
- Consejo Económico y Social de Canarias
- Parlamento de Canarias
- Diputado del Común
- Audiencia de Cuentas de Canarias

## Empresas públicas
- Canarias Cultura en Red
- Viviendas Sociales de Canarias (VISOCAN)
- Gestión y Planeamiento Territorial y Medioambiental (GESPLAN)
- GRECASA
- Cartográfica de Canarias, S.A. (GRAFCAN)
- Gestión de  Servicio para la Salud y Seguridad de Canarias (GSC)